# Tlenek grafenu
Tlenek grafenu (GO) – utleniona forma grafenu, w której do płaszczyzny węglowej dołączone są liczne tlenowe grupy funkcyjne. Strukturalnie ma postać monowarstwy węglowej o grubości około 1,1 ± 0,2 nm, w której grupy funkcyjne występują po obu stronach płaszczyzny oraz na jej krańcach.

## Otrzymywanie
Podstawowym źródłem tlenku grafenu jest tlenek grafitu. Dzięki wprowadzeniu grup tlenowych do jego struktury możliwe jest jego rozwarstwienie do pojedynczych warstw tlenku grafenu z wykorzystaniem ultradźwięków. Sam tlenek grafitu można otrzymać na wiele sposobów, które opierają się na jego utlenieniu w obecności mocnych kwasów oraz soli typu KMnO
4 lub KClO
3.

## Struktura
Spośród kilku modeli budowy za najbardziej wiarygodny uznaje się model Lerfa i Klinowskiego. Zakłada on występowanie w nim dwóch regionów. Pierwszy z nich zawiera nieutlenione pierścienie benzenowe, natomiast drugi zawiera alifatycznie sześcioczłonowe pierścienie węglowe, w których węgiel tworzy wiązania o hybrydyzacji sp³. Grupy epoksydowe oraz hydroksylowe są zlokalizowane w płaszczyźnie GO, z kolei grupy karbonylowe oraz karboksylowe występują w pobliżu krawędzi.
W zależności od wybranej metody syntezy prekursora tlenek grafenu będzie posiadał różny stosunek ilości atomów węgla do tlenu. Możliwe jest także wprowadzenie heteroatomów w celu poprawy jego właściwości do zastosowania w konkretnych celach.
Obecność grup tlenowych znacząco zaburza aromatyczną sieć węgli o hybrydyzacji sp². W miejscach przyłączenia się grup funkcyjnych sieć grafenowa jest zdefektowana, co objawia się m.in. zmianą hybrydyzacji atomów węgla. Powstałe zaburzenie wpływa na właściwości fizykochemiczne tlenku grafenu (traci przewodnictwo elektryczne obecne w grafenie).

## Właściwości
Właściwości tlenku grafenu są zdeterminowane obecnością tlenowych grup funkcyjnych. Ich polarny charakter nadaje mu właściwości hydrofilowe, dzięki czemu GO – w przeciwieństwie do grafenu – dobrze miesza się z wodą. Tlenek grafenu bardzo słabo przewodzi prąd. Jest to spowodowane przede wszystkim znaczną ilością ugrupowań węglowych o hybrydyzacji sp³, jednakże kontrolowana redukcja prowadząca do usunięcia z powierzchni GO grup tlenowych i częściowego odtworzenia aromatycznego układu węglowego warunkuje zmiany elektrycznych właściwości GO. Pozwala otrzymać materiał o właściwościach przewodzących prąd elektryczny na poziomie przewodnictwa grafenu.
GO przejawia także ciekawe właściwości optyczne. Wykazuje fluorescencję w bardzo szerokim zakresie promieniowania bliski UV – bliska podczerwień. Właściwość tę tłumaczy się rekombinacją par elektron-dziura w GO. Właściwości fluorescencyjne tlenku grafenu mogą być z powodzeniem wykorzystane w projektowaniu biosensorów czy znaczników fluorescencyjnych.

## Charakterystyka
Do badania struktury i właściwości tlenku grafenu – podobnie jak innych nanomateriałów – wykorzystuje się metody spektro- i mikroskopowe. Wśród technik spektroskopowych do najczęściej stosowanych można wymienić spektroskopię w podczerwieni, spektroskopię ramanowską oraz spektroskopię fotoelektronów. Dostarczają one informacje o strukturze sieci węglowej, grupach funkcyjnych oraz charakterze wiązań występujących w GO.
Z kolei techniki mikroskopowe umożliwiają wizualizację pojedynczych warstw tlenku grafenu. Stosuje się przede wszystkim skaningową mikroskopię elektronową, mikroskopię sił atomowych oraz rzadziej skaningową mikroskopię tunelowania.

## Zastosowania
Tlenek grafenu cieszy się ogromną popularnością w chemii nanomateriałów. Znajduje zastosowanie w projektowaniu różnego rodzaju sensorów chemicznych (optycznych oraz elektrochemicznych), urządzeń magazynujących energię czy membran oczyszczających wodę oraz gazy. Wykorzystuje się go także jako materiał do celów katalitycznych oraz w elektronice.